# Linková doprava

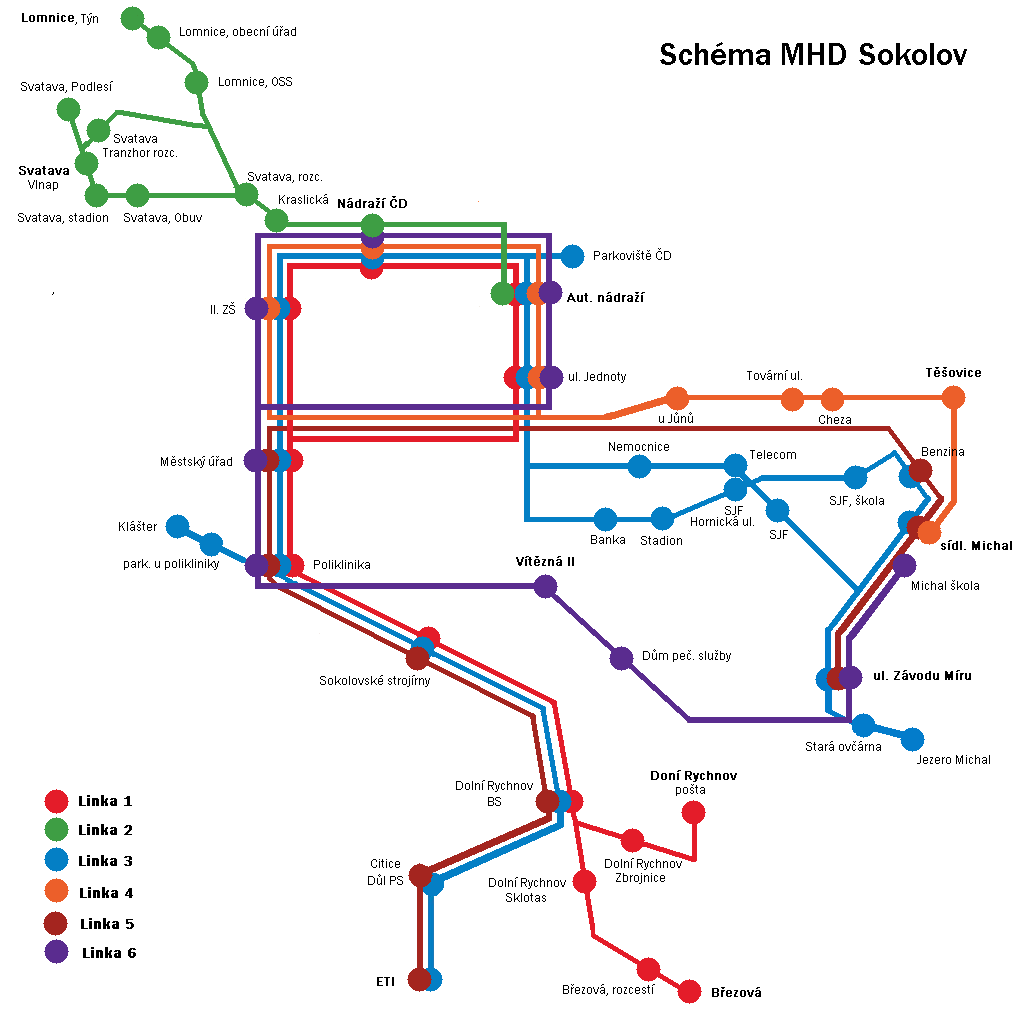
Schéma linek městské autobusové dopravy v Sokolově

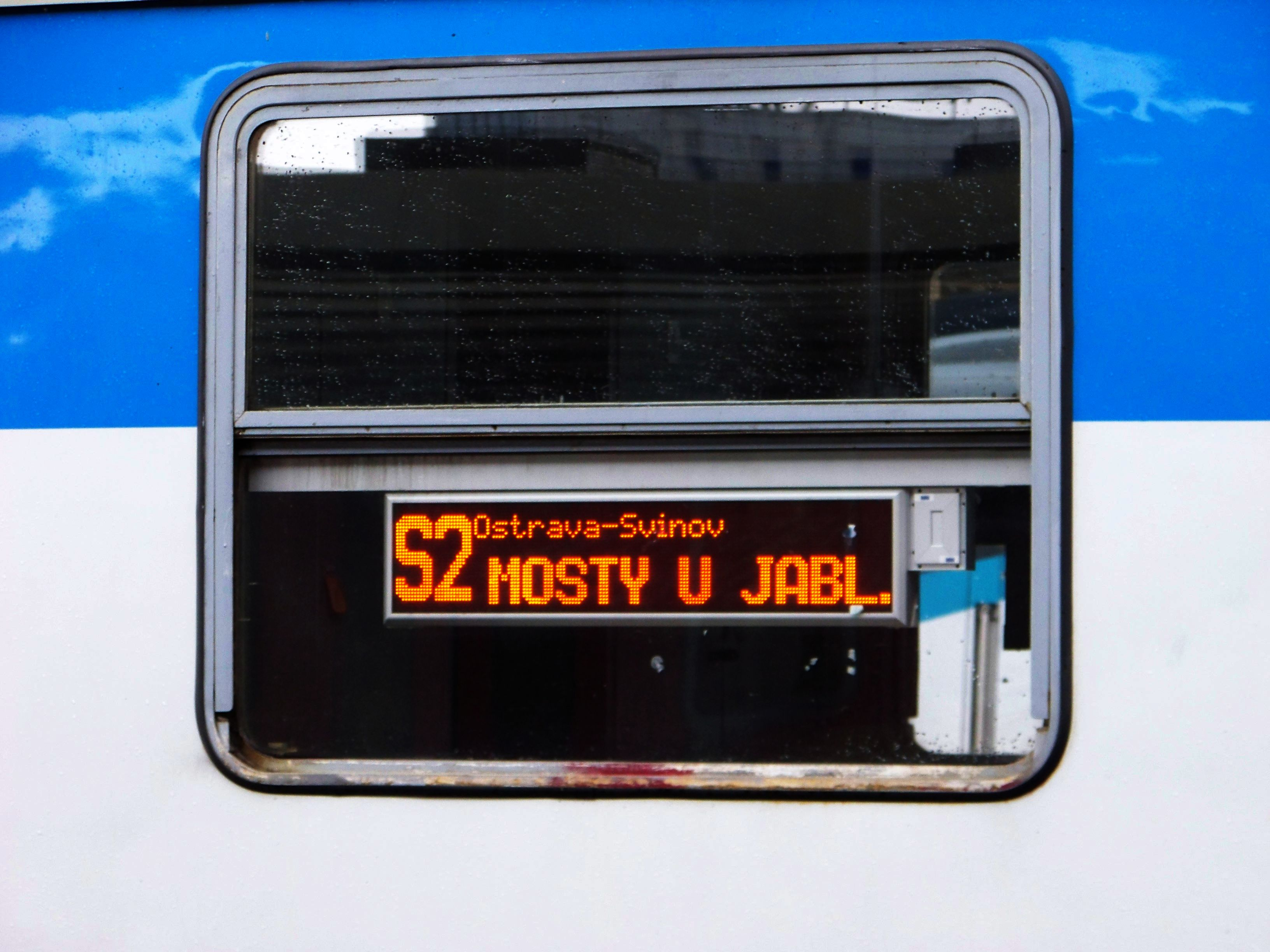
Linkové označení na vlakové soupravě

Linková doprava je pravidelná doprava na určené trase, označení se používá zejména ve veřejné hromadné osobní dopravě. Linková osobní doprava je přeprava cestujících v určených časech (spojích) a na určených trasách podle jízdního řádu. V českém právním řádu používá termín linková osobní doprava zejména Zákon o silniční dopravě, který jím označuje osobní linkovou dopravu provozovanou autobusy nebo jinými silničními motorovými vozidly určenými pro přepravu osob. Podle tohoto zákona mohou cestující v linkové osobní dopravě vystupovat a nastupovat jen na předem určených zastávkách. Linková organizace dopravy je ovšem běžná i u drážní, vodní a letecké dopravy, třebaže ne vždy se pro ustálené dopravní trasy termín linka používá. Typické je výrazné označování linek zejména pro městskou hromadnou dopravu autobusy, tramvajemi a trolejbusy a v integrovaných dopravních systémech. V České republice se začíná linkový systém dopravy prosazovat i na železnici, a to jak v souvislosti s regionálními integrovanými systémy dopravy, tak v souvislosti s veřejnými objednávkami dopravy a výběrovými řízeními na její provozování. 
Linková doprava může být veřejná nebo neveřejná. 

## Podle veřejné přístupnosti

### Veřejná linková doprava
Veřejná linková doprava je s výhradou případné povinné rezervace nebo přeplnění spoje přístupná všem, kdo splňují obecné podmínky přepravy. 

### Neveřejná linková doprava
Český zákon o silniční dopravě řadí mezi linkovou osobní dopravu podléhající licenčnímu řízení i tzv. zvláštní linkovou dopravu, tedy linkovou dopravu vyhrazenou pro stanovené skupiny cestujících s vyloučením jiných osob, typicky například pro dopravu zaměstnanců určité firmy nebo firem, příslušníků ozbrojených sborů mezi bydlištěm a pracovištěm, žáků určité školy atd. 
Linka může buď zahrnovat jen jeden či několik jednotlivých spojů bez pravidelného intervalu, nebo na ní může být intervalová doprava. Je-li interval pravidelnou částí nebo násobkem hodinového intervalu, jde o taktovou dopravu. Intervalová, zejména taktová doprava umožňuje systematicky prokládat spoje jedné linky se spoji jiné, částečně souběžné linky, nebo plánovat systematické návaznosti mezi linkami v přestupních bodech.

## Podle druhu dopravy

### Autobusové linky
Historicky je linková organizace dopravy typická zejména pro autobusovou dopravu (včetně jejího předchůdce, omnibusu), kde vznik dopravních cest byl nezávislý na této formě dopravy. 
Některé linky jsou koncipovány tak, že všechny spoje jedou v téže trase a zastavují v těchže zastávkách. Takové linky jsou typické pro frekventované trasy městské dopravy ve velkých městech. Na mnoha linkách je však část spojů vedena pouze v části trasy, popřípadě některé zastávky na trase jsou určeny pouze pro část spojů. V oblastech s nízkou přepravní poptávkou nebo specifickými přepravními potřebami v určitých konkrétních časech je obvyklé, že formálně tvoří jednu linku větší množství spojů, které jedou v několika rozdílných variantách trasy, v krajním případě má každý spoj jinou trasu. Některé nebo všechny spoje některých linek mohou také podle jízdního řádu zajíždět po odbočkách do míst ležících mimo hlavní trasu (tzv. závleků). 
V rámci lokálních systémů městské dopravy se linky zpravidla číslují jednocifernými až trojcifernými čísly, v minulosti nebo v některých systémech i dnes se k označení používá též písmen nebo kombinace čísel s písmeny. Na některých speciálních linkách se používá slovní označení linky, označení grafickým logem atd. 
Pro licencované linky mimo městský systém bývá zaveden celostátní systém identifikace (číslování), tato čísla však mívají v informačních a orientačních systémech menší význam než čísla linek městské dopravy. 
V Československu byla ve druhé polovině 20. století neměstská autobusová doprava i městská doprava v menších městech soustředěna pod národní (státní) podniky ČSAD, linky používaly jednotné označování pomocí pěticiferných čísel, kde první číslice byla charakteristická pro určitý kraj nebo skupinu krajů. Po liberalizaci autobusové dopravy začátkem devadesátých let začaly být linky soukromých dopravců označovány kombinací písmene P a čtyřciferného čísla (např. jízdní řád ČSAD pro Středočeský kraj pro rok 1992/1993 obsahuje 12 linek 7 soukromých dopravců s označeními v rozsahu P0001 až P0040). Zákon číslo 111/1994 Sb. zavedl jednotné licenční řízení, v němž každá linka včetně linek městské dopravy dostala šesticiferné licenční číslo, kde první dvojčíslí označovalo číslo okresu, v němž linka začíná, přičemž linky začínající v Praze začínají číslicí 1 a mezinárodní linky číslicí 0. Tento systém číslování zůstal zachován i po přechodu kompetence dopravních úřadů z okresních úřadů na krajské úřady. U některých linek městské hromadné dopravy není šesticiferné licenční číslo v běžných jízdních řádech uváděno.

### Tramvajová a trolejbusová doprava
Tramvajová doprava byla v počátcích organizována převážně traťově, tedy tak, že každá trať byla obsluhována jednou linkou, jejímž označením byl název tratě. Podobný systém je dosud běžný u linek metra a lanových drah. Postupně však byly ve městech tratě propojovány do sítí a byla zaváděna pravidelná spojení propojující různé tratě a souběžné vedení více linek po téže trati. Zpočátku se linky rozlišovaly například barvou vozů nebo signální svítilny, později se standardem stalo číslování linek. U trolejbusové dopravy byl vývoj obdobný. 

### Železniční doprava
V železniční dopravě nemá linková doprava tradici. Osobní doprava je organizována po tzv. traťových oddílech, tedy číslovaných úsecích tratí, jimž odpovídá tabulka traťového jízdního řádu, přičemž množství jednotlivých vlaků přejíždí mezi více tratěmi. 
Linková organizace dopravy se začala objevovat v příměstských systémech typu S-Bahn. V České republice se pokusy o číslování linek objevily nejprve v prosinci roku 2002 na elektrických jednotkách intervalové osobní dopravy na hlavních tratích v okolí Prahy, avšak protože většina linek se v podstatě kryla s dosavadními traťovými oddíly, tato čísla dosud nevešla do širšího povědomí, takže velkou pozornost nevzbudilo ani neoficiální přečíslování linek. Oficiálně bylo číslování linek v okolí Prahy zavedeno v rámci oficiálního zavedení systému Esko v prosinci 2007 a o rok později v Moravskoslezském kraji. V Praze se do budoucna počítá se zaváděním průjezdného modelu železniční dopravy a posilování významu železnice v městské a příměstské dopravě, v rámci čehož se má posílit linkový charakter dopravy. Číslování železničních linek, včetně rychlíkových, se používá v rámci integrovaných dopravních systémů nebo plošného zavádění taktové dopravy také v Jihomoravském (IDS JMK) a Ústeckém kraji (DÚK)

### Lodní a letecká doprava
Linkově bývá organizována i pravidelná lodní a letecká doprava, ale linky většinou nemívají speciální označení. 
V některých oblastech je zavedeno číslování přívozů po vzoru číslování linek pozemní dopravy. Saské přívozy přes Labe mají označení F1 až F30 ve směru od Hřenska, část z nich je součástí drážďanského integrovaného dopravního systému Horní Labe (VVO). V Pražské integrované dopravě mají linkové číslování pražské přívozy P1 až P7 (neintegrované přívozy v okolí Prahy čísla nemají).